# Raggruppamento per la Repubblica - Partito Repubblicano di Cecoslovacchia
Il Raggruppamento per la Repubblica - Partito Repubblicano di Cecoslovacchia (in ceco: Sdružení pro republiku - Republikánská strana Československa - SPR-RSČ) è un partito politico ceco di orientamento ultranazionalista fondato nel 1989.
Nei primi anni 1990 conobbe un discreto successo, ottenendo il 6% alle parlamentari del 1992 e arrivando all'8% in occasione delle parlamentari del 1996.
Dal 2001 al 2008 si è presentato con la denominazione di Repubblicani di Miroslav Sládek, dal nome del segretario del partito.
Su istanza presentata dal governo, il 15 maggio 2013 è stato sciolto dalla Corte amministrativa suprema (Nejvyšší správní soud): tra il 2006 e il 2009, infatti, il partito non aveva adempiuto agli obblighi di rendicontazione previsti dalla legge.
Nel febbraio 2016 si è ricostituito come Sdružení pro republiku - Republikánská strana Československa 2016, riassumendo la denominazione originaria due mesi dopo.

## Risultati
| Elezione          | Voti                       | %                          | Seggi    |
| ----------------- | -------------------------- | -------------------------- | -------- |
| Parlamentari 1990 | 72.048                     | 1,00                       | 0 / 200  |
| Parlamentari 1992 | 387.026                    | 5,98                       | 14 / 200 |
| Parlamentari 1996 | 485.072                    | 8,01                       | 18 / 200 |
| Parlamentari 1998 | 232.965                    | 3,90                       | 0 / 200  |
| Parlamentari 2002 | 46.325                     | 0,97                       | 0 / 200  |
| Europee 2004      | 15.767                     | 0,68                       | 0 / 24   |
| Parlamentari 2006 | Nel Partito Nazionale (NS) | Nel Partito Nazionale (NS) | 0 / 200  |
| Europee 2009      | 7.492                      | 0,31                       | 0 / 22   |
| Parlamentari 2010 | 1.993                      | 0,03                       | 0 / 200  |
| Parlamentari 2017 | 9.857                      | 0,19                       | 0 / 200  |
| Europee 2019      | 7.492                      | 0,31                       | 0 / 21   |